# 倉石圭二
倉石 圭二（くらいし けいじ、1982年6月26日 - ）は、宮崎県東臼杵郡門川町出身の元サッカー選手、サッカー指導者。現役時代のポジションは、ディフェンダー（DF）。

## 来歴
6歳からサッカーを始めて、国見中学校には親元から離れて通った。国見高校では3年時にレギュラーとなり、選手権大会などで優勝した。専修大学を経て、2005年から2009年まで5年間ホンダロックSCでプレーした。また、2009年に宮崎日本大学高校のコーチとなり、指導者のキャリアをスタートさせた。
2017年4月、テゲバジャーロ宮崎のヘッドコーチに就任。2018年6月、石﨑信弘の監督退任に伴い、JFLファーストステージ第14節の東京武蔵野シティFC戦は監督を代行して指揮を執った。同月26日、正式に監督に就任した。
2021年、クラブがJ3リーグへ昇格するが、自身が指導に必要なS級コーチライセンスを保持していないためヘッドコーチに異動した。
2021年12月27日、横浜FCのトップチームコーチに就任した。
2024年1月6日、V・ファーレン長崎のトップチームコーチに就任した。
2025年シーズンよりFC今治の監督に就任すると発表された。

## 所属クラブ
- 雲仙市立国見中学校[1]
- 長崎県立国見高等学校
- 専修大学
- 2005年 - 2009年  ホンダロックSC

## 個人成績
| 国内大会個人成績 | 国内大会個人成績 | 国内大会個人成績 | 国内大会個人成績 | 国内大会個人成績 | 国内大会個人成績 | 国内大会個人成績 | 国内大会個人成績 | 国内大会個人成績 | 国内大会個人成績 | 国内大会個人成績 | 国内大会個人成績 |
| 年度             | クラブ           | 背番号           | リーグ           | リーグ戦         | リーグ戦         | リーグ杯         | リーグ杯         | オープン杯       | オープン杯       | 期間通算         | 期間通算         |
| 年度             | クラブ           | 背番号           | リーグ           | 出場             | 得点             | 出場             | 得点             | 出場             | 得点             | 出場             | 得点             |
| 日本             | 日本             | 日本             | 日本             | リーグ戦         | リーグ戦         | リーグ杯         | リーグ杯         | 天皇杯           | 天皇杯           | 期間通算         | 期間通算         |
| ---------------- | ---------------- | ---------------- | ---------------- | ---------------- | ---------------- | ---------------- | ---------------- | ---------------- | ---------------- | ---------------- | ---------------- |
| 2005             | ロック           | 20               | JFL              | 28               | 1                | -                | -                | 4                | 1                | 32               | 2                |
| 2006             | ロック           | 7                | JFL              | 28               | 1                | -                | -                | -                | -                | 28               | 1                |
| 2007             | ロック           | 7                | 九州             | 17               | 2                | -                | -                | 1                | 0                | 18               | 2                |
| 2008             | ロック           | 7                | 九州             | 17               | 0                | -                | -                | 1                | 0                | 18               | 0                |
| 2009             | ロック           | 7                | JFL              | 31               | 0                | -                | -                | 3                | 0                | 34               | 0                |
| 通算             | 日本             | 日本             | JFL              | 87               | 2                | -                | -                | 7                | 1                | 94               | 3                |
| 通算             | 日本             | 日本             | 九州             | 34               | 2                | -                | -                | 2                | 0                | 36               | 2                |
| 総通算           | 総通算           | 総通算           | 総通算           | 121              | 4                | -                | -                | 9                | 1                | 130              | 5                |

その他の公式戦
- 2006年
  - JFL入替戦 2試合0得点
- 2008年
  - 全国地域サッカーリーグ決勝大会 6試合0得点

## 指導歴
- 2009年 - 2016年  宮崎日本大学高等学校 コーチ
- 2017年4月 - 2021年  テゲバジャーロ宮崎
  - 2017年4月 - 2018年6月 トップチーム ヘッドコーチ
  - 2018年6月 - 2020年 トップチーム 監督
  - 2021年 トップチーム ヘッドコーチ
- 2022年 - 2023年  横浜FC コーチ
- 2024年  V・ファーレン長崎
  - 2024年1月 - 同年2月 トップチーム コーチ
  - 2024年2月 - 同年12月 トップチーム ヘッドコーチ
- 2025年 -  FC今治 監督

## 監督成績
| 年度 | 所属 | クラブ | リーグ戦 | リーグ戦 | リーグ戦 | リーグ戦 | リーグ戦 | リーグ戦 | カップ戦 | カップ戦   |
| 年度 | 所属 | クラブ | 順位     | 勝点     | 試合     | 勝       | 分       | 敗       | リーグ杯 | 天皇杯     |
| ---- | ---- | ------ | -------- | -------- | -------- | -------- | -------- | -------- | -------- | ---------- |
| 2018 | JFL  | 宮崎   | 12位     | 26       | 17       | 7        | 5        | 5        | -        | -          |
| 2019 | JFL  | 宮崎   | 5位      | 41       | 30       | 11       | 8        | 11       | -        | 県予選敗退 |
| 2020 | JFL  | 宮崎   | 2位      | 28       | 15       | 8        | 4        | 3        | -        | 1回戦敗退  |
| 2025 | J2   | 今治   | 位       |          |          |          |          |          |          |            |

- 2018年はファーストステージ第14節から。順位は最終順位。